# جونیکا تی. گیبز
جونیکا «جوجو» تی. گیبز (انگلیسی: Jonica "Jojo" T. Gibbs) بازیگر و کمدین آمریکایی است.

## اوایل زندگی و تحصیلات
گیبز زاده ی کارولینای جنوبی است و توسط والدین پدر و مادر بزرگش در همپستید، کارولینای شمالی بزرگ شد. او مدرک کارشناسی خود را از دانشگاه کارولینای شمالی در چپل هیل در رشته ژورنالیسم دریافت کرد.